# Jean-Marie Olivon
Jean-Marie Olivon (né le 2 février 1967 à Marseille) est un joueur français de water-polo en activité dans les années 1990.

## Biographie
Joueur du Cercle des nageurs de Marseille, il fait partie de l'équipe de France terminant onzième des Jeux olympiques d'été de 1992 à Barcelone.